# Estación de Recarei-Sobreira
La Estación Ferroviaria de Recarei-Sobreira, conocida originalmente como Estación de Recarei, es una plataforma ferroviaria de la Línea del Duero, que sirve a las localidades de Recarei y Sobreira, en el ayuntamiento de Paredes, y Lagares, en el Ayuntamiento de Penafiel, en Portugal.

## Características

### Localización y accesos
Se encuentra en la Avenida de la Estación, en la localidad de Sobreira.

### Descripción física
En 2010, la estación disponía de 2 vías de circulación, ambas con 399 metros de longitud; las plataformas tenían 226 metros de longitud, y una altura de 70 centímetros.

### Servicios
Esta plataforma contaba, en agosto de 2010, por convoyes urbanos de la División de Porto de la operadora Comboios de Portugal.

## Historia
La Estación se inserta en el tramo entre Ermesinde y Penafiel de la Línea del Duero, que abrió en 1875.